# شنلر (دهانه)
شنلر یک دهانه برخوردی در ماه‌ است.

## دهانه‌های اقماری
این دهانه ۴ دهانه اقماری دارد.
| Schneller | عرض جغرافیایی | طول جغرافیایی | قطر          |
| --------- | ------------- | ------------- | ------------ |
| H         | ۳۹.۹° N       | ۱۶۰.۲° W      | ۳۵.۰ کیلومتر |
| S         | ۴۰.۸° N       | ۱۶۶.۳° W      | ۳۷.۰ کیلومتر |
| L         | ۳۹.۵° N       | ۱۶۲.۷° W      | ۲۵.۰ کیلومتر |
| G         | ۴۰.۸° N       | ۱۵۹.۸° W      | ۲۰.۰ کیلومتر |